# 尚日 (索恩河畔沙隆区)
尚日（法語：Change，法語發音：[ʃɑ̃ʒ] ⓘ）是法国索恩-卢瓦尔省的一个市镇，属于索恩河畔沙隆区。

## 地理
尚日（46°55'47"N, 4°38'3"E）面积6.56 平方千米，位于法国勃艮第-弗朗什-孔泰大區索恩-卢瓦尔省，该省份为法国中部省份，北起顺时针与科多尔省、汝拉省、安省、罗讷省、卢瓦尔省、阿列省和涅夫勒省接壤。
与尚日接壤的市镇（或旧市镇、城区）包括：诺莱、拉罗什波、克雷奥、德济兹莱马朗日、埃佩尔蒂利、巴黎洛皮塔勒、圣热尔韦叙库什。

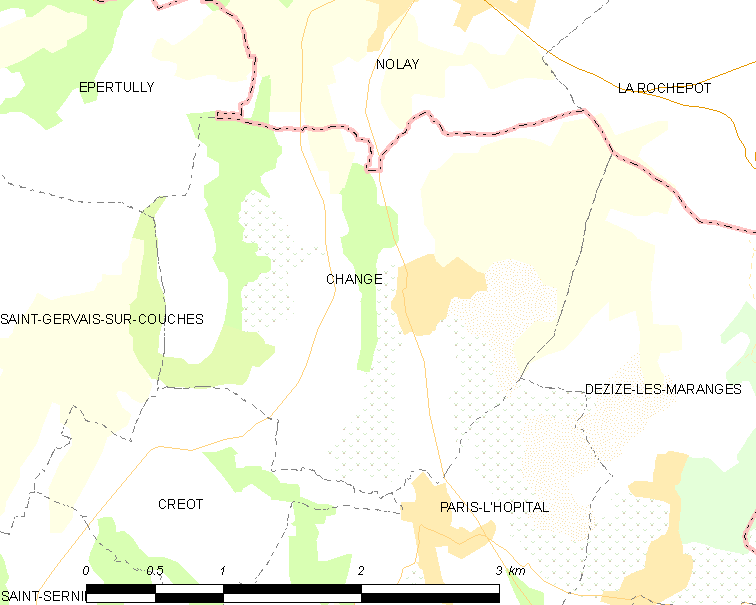
的OSM定位图

尚日的时区为UTC+01:00、UTC+02:00（夏令时）。

## 行政
尚日的邮政编码为21340，INSEE市镇编码为71085。

## 政治
尚日所属的省级选区为沙尼县。

## 人口

1962-2008年间人口变化图示

尚日于2022年1月1日时的人口数量为218人。